# Society Secrets
Society Secrets is een Amerikaanse filmkomedie uit 1921. Het was de eerste speelfilm geregisseerd door Leo McCarey. Hierna zou hij acht jaar lang geen nieuwe speelfilm maken tot The Sophomore in 1929. De film is waarschijnlijk verloren geraakt.

## Verhaal
Amos Kerran en zijn vrouw leiden een traditioneel, ouderwets leven op een boerderij in Connecticut, terwijl hun zoon Arthur en dochter Maybelle succesvol zijn in de New Yorkse elite. De kinderen willen hun ouders uitnodigen voor de kersttijd, maar schamen zich voor hun ongeraffineerde uiterlijk. Louise, de modieuze vriendin van Arthur, bezoekt de oudere Kerrans, wint hun vertrouwen en stuurt hen naar een etiquette school; als gevolg daarvan is hun debuut in New York een groot succes.